# Megacalanus princeps
Megacalanus princeps är en kräftdjursart som först beskrevs av Brady 1883.  Megacalanus princeps ingår i släktet Megacalanus och familjen Megacalanidae. Inga underarter finns listade i Catalogue of Life.